# Августо Курі
Курі Августо Хорхе (анг. Augusto Jorge Cury; 2 жовтня 1958 року, Коліна, Сан-Паулу, Бразилія) — бразильський психіатр, психотерапевт, професор, мислитель і теоретик у галузі філософії й освіти, письменник-фантаст.

## Біографічні відомості
Курі Августо народився 2 жовтня 1958 року в місті Коліна, Сан-Паулу. Вивчав медицину в Сан-Жозе-ду-Ріо-Прету, присвятив себе дослідженню динаміки емоцій. Аспірант Мармоттанського медичного центру в Парижі, Франція. Почесний член «Академії Генія», Instituto da Inteligncia do Porto в Португалії. На сьогодні найпопулярніший автор у Бразилії.

## Дослідження в галузі психології
Августо Курі — дослідник у галузі психології. За двадцять років розробив теорію функціонування людського розуму й влаштування інтелекту, яку описав у книзі «Inteligncia Multifocal — Anlise da construo dos pensamentos e da formao de pensadores» «Багатоосередковий інтелект — аналіз формування думок і становлення мислителів». Теорія багатоосередкового інтелекту була використана в багатьох докторських і магістерських дисертаціях у різних країнах у галузі психології, соціології, педагогіки, теорії освіти. Курі був лектором на 13-му Міжнародному конгресі з питань нетерпимості та дискримінації в Університет Брігама Янга, США.

## Особисті дані
Проживає в Бразилії з дружиною Сулеймою. Батько трьох дітей.

## Доробок
Книги Курі видано в сімдесяти країнах світу, за ними навчаються в університетах. Майже всі опубліковані твори розійшлися тиражом більше 150 000 примірників.
Про Августо Курі кажуть, що він — феномен. Відомі філософсько-фантастичні романи автора — «Продавець мрій» і «Покупці мрій».
Автор книг:
- Продавець мрій (2008)
- Покупці мрій [Архівовано 7 травня 2018 у Wayback Machine.] (2009)
- Кодекс інтелектуальної та емоційної майстерності (2011)
- У пошуках сенсу життя (2013)
- Від нуля до генія (2015) та ін.